# Santa Ana (kanton)
Santa Ana – kanton w prowincji Manabí, w Ekwadorze. Stolicą kantonu jest Santa Ana.